# Elsa Dorado de Revilla
Elsa Dorado de Revilla (Oruro, Bolivia; 20 de marzo de 1929 – La Paz, 12 de julio de 2012) fue una escritora, periodista y poeta boliviana. Destacada por su labor en el periódico el Diario y la escritura de diferentes obras sobre la vida de los mineros bolivianos.

## Biografía
Elsa Dorado de Revilla fue colaboradora de los suplementos literarios, principalmente de El Diario, en cuyo matutino escribió hasta sus últimos días como columnista de la Revista Femenina. En 1977 publicó su primer libro "Filón de Ensueño", una selecta relación de cuentos inspirados en la vida y las costumbres de los mineros. En 1980 publicó el poemario "La libertadora Juana Azurduy de Padilla", dedicado a la heroína de la independencia. Entre sus obras también están "Ilo Mar de Bolivia", "Los Chipayas". Su último libro fue el cuento "Las bacterias no hacen huelga" (1994).
Fue promotora e impulsora para la declaratoria del Carnaval de Oruro, como Obra Maestra del Patrimonio Oral e intangible de la Humanidad. Recibió el Gran Premio Nacional de Poesía por su poema “Centinela de los andes”. En septiembre de 2012 fue declarada “Ciudadana Notable Post Mortem” por el consejo municipal de la ciudad de Oruro.
Creó el Comité Pro Monumento a los Niños Héroes de Bolivia, el Monumento a los Niños  está ubicado en la zona Achumani de la ciudad de La Paz 
Estaba casada con el abogado Hugo Revilla Valenzuela.